# Polaris (album)
Polaris je dvanácté studiové album Finské power metalové skupiny Stratovarius. Je to jejich první album, na kterém působí noví členové, kytarista Matias Kupiainen a basista Lauri Porra, a také jejich první album, na němž se nepodílel dlouholetý kytarista Timo Tolkki, který opustil skupinu v roce 2008. Zpěvák Timo Kotipelto popisuje Polaris jako "pozitivní, silné album, které si najde cestu k srdcím fanoušků Stratovarius po celém světě". Tony Kakko působí jako pomocný zpěvák.
Album bylo nahráno na konci roku 2008 a zmixováno Mikkem Karmilem. Obal navrhl Gyula Havancsák.

## Seznam skladeb
1. "Deep Unknown" (Kotipelto, Kupiainen) – 4:28
2. "Falling Star" (Porra) – 4:33
3. "King of Nothing" (Johansson) – 6:43
4. "Blind" (Johansson) – 5:28
5. "Winter Skies" (Johansson) – 5:50
6. "Forever Is Today" (Porra) – 4:40
7. "Higher We Go" (Kotipelto, Kupiainen) – 3:47
8. "Somehow Precious" (Kotipelto, Kupiainen) – 5:37
9. "Emancipation Suite Part I: Dusk" (Porra) – 6:57
10. "Emancipation Suite Part II: Dawn" (Porra) – 3:40
11. "When Mountains Fall" (Porra) – 3:12

## Seznam skladeb v Japonsku
1. "Deep Unknown" (Kotipelto, Kupiainen) – 4:28
2. "Falling Star" (Porra) – 4:33
3. "King of Nothing" (Johansson) – 6:43
4. "Second Sight" [Japanese bonus track] (Kotipelto, Kupiainen)
5. "Blind" (Johansson) – 5:28
6. "Winter Skies" (Johansson) – 5:50
7. "Forever Is Today" (Porra) – 4:40
8. "Higher We Go" (Kotipelto, Kupiainen) – 3:47
9. "Somehow Precious" (Kotipelto, Kupiainen) – 5:37
10. "Emancipation Suite Part I: Dusk" (Porra) – 6:57
11. "Emancipation Suite Part II: Dawn" (Porra) – 3:40
12. "When Mountains Fall" (Porra) – 3:12

Na sedmipalcové vinylové sběratelské edici:
1. "Second Sight (Mikko Karmilla Polycarbonate Mix)"
2. "King Of Nothing (Matias Kupiainen Death Star Mix)"

## Žebříčky
| Žebříček (2009)       | Nejlepší pozice |
| --------------------- | --------------- |
| Žebříček finských alb | 2               |

## Obsazení
- Timo Kotipelto – zpěv
- Timo Tolkki – kytara
- Jari Kainulainen – basová kytara
- Jens Johansson – klávesy
- Jörg Michael – bicí
- Tony Kakko – doprovodný zpěv